# 16 Persei
16 Persei, som är stjärnans Flamsteed-beteckning, är en ensam stjärna belägen i den södra delen av stjärnbilden, Perseus. Den har en  skenbar magnitud på ca 4,22 och är svagt synlig för blotta ögat där ljusföroreningar ej förekommer. Baserat på parallaxmätning inom Hipparcosuppdraget på ca 27,0 mas, beräknas den befinna sig på ett avstånd på ca 121 ljusår (ca 37 parsek) från solen. Den rör sig bort från solen med en heliocentrisk radialhastighet av ca 14 km/s. Stjärnan har en relativt stor egenrörelse och förflyttar sig över himlavalvet med en hastighet av 0,224 bågsekunder per år.

## Egenskaper
16 Persei är en gul till vit jättestjärna av spektralklass F2 III, som har förbrukat förrådet av väte i dess kärna och nu utvecklas bort från huvudserien. Den har en massa som är ca 1,8 solmassor, en radie som är ca 3,2 solradier och utsänder ca 23 gånger mera energi än solen från dess fotosfär vid en effektiv temperatur på ca 7 000 K. Stjärnan har en hög rotationshastighet med en projicerad rotationshastighet på 149 km/s, vilket ger en ekvatorial radie som uppskattas vara 24 procent större än polarradien.
16 Persei är en pulserande variabel av Delta Scuti-typ (DSCT:), som har visuell magnitud +4,22 och företer ljusvariationer vars amplitud och periodicitet inte är fastslagna. Det råder osäkerhet kring klassificeringen, och Kunzil och North (1998) fann inga variationer.
16 Persei har två rapporterade visuella följeslagare, 16 Persei B, av magnitud 12,8 och separerad med 76,7 bågsekunder, och 16 Persei C, av magnitud 10,43 och separerad med 234 bågsekunder.